# Ambitious*
『Ambitious*』（アンビシャス）は、Machicoの3枚目のアルバム。2016年7月27日にMastard Recordsから発売された。

## 背景
本作はMachicoにとって3枚目のアルバムであり、また、初の全曲オリジナルアルバムとなる。
Machicoは2014年・2015年にオリジナル曲を交えたカバー・アルバムを発表しており、2016年1月には4年ぶりとなる2枚目のシングル『fantastic dreamer』(アニメ『この素晴らしい世界に祝福を!』オープニングテーマ）を発売した。
その1ヶ月後となる2月27日、ライブツアー「Machico Fantastic★Tour 2016」東京キネマ倶楽部公演において本作のリリースが発表された。
なお、発表当初は全10曲で6月発売予定だったが、延期され、それに伴い新たにゲーム「限界凸旗 セブンパイレーツ」の主題歌2曲が追加で収録され、全12曲となった。
『Ambitious*』というタイトルは、リード曲「Girls Be Ambitious!!」に合わせてつけられた。ambitiousの意味から「大志を抱く」「野心を抱く」といった、Machicoがこれから第1歩を踏み出していく上で必要な心構えや、もっと高みを目指すという意味も込められている。末尾の*（アスタリスク）は、ambitiousが野心的な、燃え上がるような印象を持つため、コンセプト「応援」をポップに柔らかく表現するために花に見立ててつけられた。また、聴く人の生活に花を添えたい、これからもっと花を開くように成長していきたいという気持ちも込められている。

## 音楽性
本作は「応援する」をコンセプトとしており、収録曲の歌詞に前向きになる言葉・背中を押してくれる言葉・聴いていて自然と心が明るくなる言葉が散りばめられ、Machico自身も様々な状況で背中を押してもらえると述べている。
Machicoは「永久味方宣言」を好きな曲・難しい曲に挙げている。セリフ調の曲で、歌うというよりは演じながら話しかけるように、音を取るというよりは音と遊びながら歌うという感じだったと述べている。「星屑プリンス」も音が高く、音程の移動も激しかったため、ピッチを合わせるのに苦労したと述べている。
なお、「fantastic dreamer」は日本コロムビアからライセンスされている。

### タイアップ
| #   | タイトル                                  | タイアップ                                                    |
| --- | ----------------------------------------- | ------------------------------------------------------------- |
| 01. | Girls Be Ambitious!!                      | 情報番組『アニメマシテ』2016年7月度エンディングテーマ         |
| 03. | thread a needle                           | ゲーム『限界凸起 モエロクリスタル』オープニングテーマ         |
| 05. | Break the ice                             | ゲーム『限界凸旗 セブンパイレーツ』オープニングテーマ         |
| 06. | 一緒に帰ろう (Album Ver.)                 | ゲーム『限界凸起 モエロクリスタル』エンディングテーマ         |
| 10. | BRAND NEW WORLD〜明日へのグラデーション〜 | ゲーム『限界凸旗 セブンパイレーツ』エンディングテーマ         |
| 12. | fantastic dreamer                         | テレビアニメ『この素晴らしい世界に祝福を!』オープニングテーマ |

## リリース
2016年7月27日にMastard Recordsから発売された。販売形態は、初回限定盤（LNZM-1142/3）、通常盤（LNCM-1144）の2種。初回限定盤は、本作リード曲「Girls Be Ambitious!!」と2ndアルバムリード曲「ミライロケット」のミュージック・ビデオ、レコーディングやジャケット撮影に密着したドキュメンタリー映像を収録する特典DVDとアルバムCDの2枚組となる。

## ツアー
Machico Live Tour 2016 AMBITIOUS
愛知公演
- 公演日 - 2016年12月3日
- 会場 - CLUB UPSET

神戸公演
- 公演日 - 2016年12月4日
- 会場 - VARIT.

東京公演
- 公演日 - 2016年12月11日
- 会場 - 日本橋三井ホール

## 収録内容
| #   | タイトル                                      | 作詞       | 作曲      | 編曲      |
| --- | --------------------------------------------- | ---------- | --------- | --------- |
| 1.  | 「Girls Be Ambitious!!」                      | 荘野ジュリ | 滝澤俊輔  | 滝澤俊輔  |
| 2.  | 「永久味方宣言」                              | エンドウ.  | エンドウ. | エンドウ. |
| 3.  | 「thread a needle」                           | 大西洋平   | MariC     | MariC     |
| 4.  | 「key of the future」                         | 磯谷佳江   | 小野貴光  | 玉木千尋  |
| 5.  | 「Break the ice」                             | 大西洋平   | MariC     | MariC     |
| 6.  | 「一緒に帰ろう (Album Ver.)」                 | 大西洋平   | MariC     | MariC     |
| 7.  | 「星屑プリンス」                              | Machico    | エンドウ. | エンドウ. |
| 8.  | 「beautiful days!」                           | Machico    | 滝澤俊輔  | 滝澤俊輔  |
| 9.  | 「Happy Gathering」                           | 磯谷佳江   | 小野貴光  | 玉木千尋  |
| 10. | 「BRAND NEW WORLD〜明日へのグラデーション〜」 | 森翼       | MariC     | MariC     |
| 11. | 「花音」                                      | Machico    | 水口浩次  | 水口浩次  |
| 12. | 「fantastic dreamer」                         | 園田智也   | 園田智也  | 園田智也  |

| #  | タイトル                              | 作詞 | 作曲・編曲 |
| -- | ------------------------------------- | ---- | ---------- |
| 1. | 「Girls Be Ambitious!!」(Music Video) |      |            |
| 2. | 「ミライロケット」(Music Video)       |      |            |
| 3. | 「ジャケット撮影ドキュメンタリー」    |      |            |
| 4. | 「Music Video撮影ドキュメンタリー」   |      |            |
| 5. | 「レコーディング ドキュメンタリー」   |      |            |

## カバー
fantastic dreamer
- ハロー、ハッピーワールド！［弦巻こころ（伊藤美来）］ - ゲーム『バンドリ! ガールズバンドパーティ!』に収録（2019年2月28日追加)